# Polkville (Karolina Północna)
Polkville – miasto w Stanach Zjednoczonych, w stanie Karolina Północna, w hrabstwie Cleveland.